# ماينزا
ماينزا هي كومونا في مقاطعة لاتينا, في إقليم لاتسيو الإيطالية ، وتقع على بعد حوالي 70 كـم (43 ميل) جنوب شرقي روما وتبعد حوالي 25 كـم (16 ميل) شرق لاتينا . وهي موطن لقلعة كانت قد بُنيت في الأصل كبرج مراقبة في القرنين الثاني عشر والثالث عشر ، وتم عمل توسعه لها في القرن السادس عشر. وسعياً لجلب سكان جدد، قامت مديرية البلدة ببيع المنازل المهجورة مقابل 1 يورو إذا ما التزم المشترون بالترميم. 
وتقع ماينزا على حدود كلاً من البلدات الآتية: كاربينيتو رومانو و جوليانو دي روما وبريفيرنو وبروسيدي وروكاجورجا وسوبينو .

## التاريخ
تم تدمير مدينة فولسكي القديمة بريفيرنوم ( وبالإيطالية: بريفيرنو ) جراء غارات المسلمين في القرن التاسع الميلادي، وقد تشتت سكان المدينة وانخرطوا مع مجموعات من الشعوب الجرمانية التي دخلت إيطاليا حين سقوط الإمبراطورية الرومانية الغربية.
ولن تكن لتناسب أعداد هذه المجموعات الجديدة في مدينة بريفيرنو القديمة ؛ لذا فقد سكنوا عددًا من البلدات الجديدة، وكانت ماينزا إحداها. وتظهر أسماء العديد من العائلات الأرستقراطية الرائدة تأثير القادمين الجدد الجرمانيين إلى المنطقة. 
وفي معظم تاريخها— ومثل عشرات المدن في وسط إيطاليا، فقد تعاقبت بلدة ماينزا بين أن تكون تحت حكم الإقطاعيين لعائلات أرستقراطية قوية وأن تكون جزءًا من الدول البابوية. كما فقدت المدينة مكانتها باعتبارها كومونا في عام 1928 (تم إلحاقها بـ بريفيرنو عوضاً عن مكانتها) ، ولكن تم استعادة وضعها كمدينة في عام 1947.